# Cirialera
La cirialera (Sarcocornia perennis) és una espècie de planta suculenta, halòfita (tolerant a sals) que creixen en salnitreres, platges i manglars. És de la família de les amarantàcies encara que tradicionalment pertanyia a l'antiga família de les quenopodiàcies Les espècies de Salicornia són natives dels Estats Units i d'Europa.

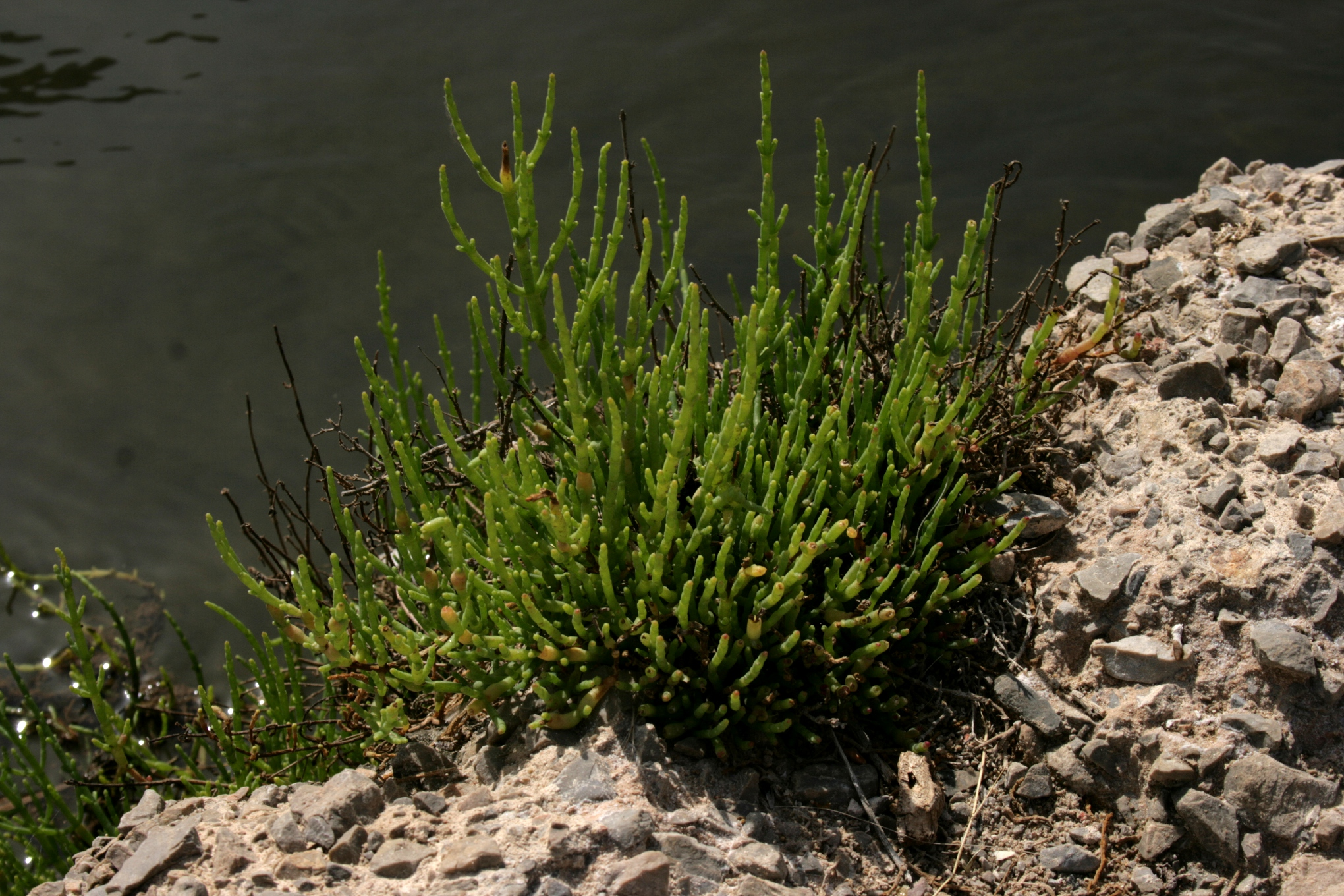
En el En el seu hàbitat

## Descripció
Es cull a l'estiu, quan els brots són tendres; i s'usa per a confitats i amanides, reemplaça les mongetes verdes. Floreix a l'estiu i començaments de tardor. La part visible són les tiges articulades, inflats d'aigua.
Les cirialeres acumulen la sal en les tiges, que incorporen aigua i són de textura turgent. Quan un segment terminal se satura de sal es fa vermell, i cau.
Fulles i flors grogues, diminutes, situades en les articulacions de les tiges.

## Taxonomia
Sarcocornia perennis va ser descrit per (Mill.) A.J.Scott i publicat en Botanical Journal of the Linnean Society 75(4): 367. 1977[1978].
Etimologia
- Sarcocornia: significa, literalment, "banyes carnoses".
- perennis: epítet llatí que significa "perenne".[3]

Sinonímia
- Arthrocnemum ambiguum (Michx.) Moq.
- Arthrocnemum perenne (Mill.) Moss ex Fourc.[4]

- Arthrocnemum variiflorum Moss
- Salicornia ambigua Michx.
- Salicornia andina Phil.
- Salicornia bergii Lorentz & Niederl.
- Salicornia corticosa var. nachtigalli Niederl.
- Salicornia doeringii Lorentz & Niederl.
- Salicornia fruticosa var. andina (Phil.) Gunckel
- Salicornia fruticosa var. doeringii (Lorentz & Niederl.) Speg.
- Salicornia magellanica Phil.
- Salicornia perennis Mill.[5]
- Salicornia peruviana var. andina Reiche
- Salicornia peruviana var. doeringii (Lorentz & Niederl.) Reiche
- Salicornia radicans Sm.[6]
- Salicornia alpini Lag. subsp. alpini[7]